# Typhula sphaeroidea
Typhula sphaeroidea är en svampart som beskrevs av Remsberg 1940. Typhula sphaeroidea ingår i släktet Typhula och familjen trådklubbor.  Arten är reproducerande i Sverige. Inga underarter finns listade i Catalogue of Life.